# Madiga Sacko
Madiga Sacko è un comune rurale del Mali facente parte del circondario di Diéma, nella regione di Kayes.
Il comune è composto da 4 nuclei abitati:
- Bagamabougou
- Guédéguilé
- Madiga Sacko
- Souranguédou